# Bel·lona

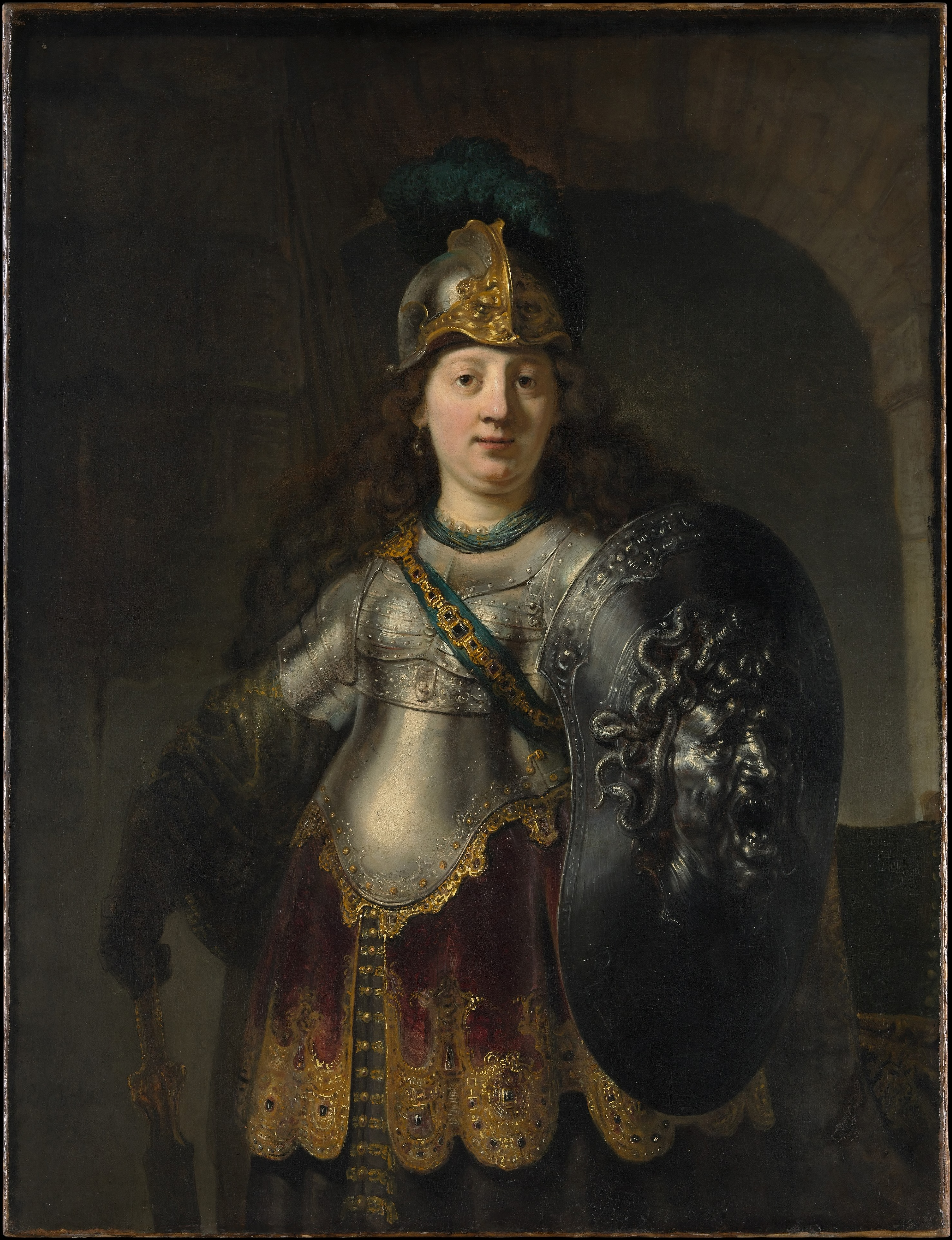
Bel·lona, segons la representació de Rembrandt (1633, Metropolitan Museum of Art)

En la mitologia romana, Bel·lona (llatí Bellona) és la deessa de la guerra, equivalent a la grega Enio. És filla de Forcis i Ceto i companya o esposa d'Ares. El seu nom deriva de la paraula llatina bellum ('guerra'), i està directament relacionada amb la paraula moderna "bel·ligerant" (literalment 'que està en guerra'). En l'art se la representa conduint un carro, amb casc i una torxa, una espasa o una llança a la mà. Apareix en la coneguda escultura anomenada Départ des volontaires de 1792, comunament anomenada La Marsellesa, de François Rude.
Es creu que era un dels déus númens dels romans (sense una mitologia en particular i possiblement d'origen etrusc) o sabí i molts suposen que va ser la deïtat romana original de la guerra, abans que s'adoptés l'Ares grec (en la mitologia romana Mart). Políticament, totes les reunions del Senat sobre les guerres exteriors se celebraven al Templum Bellonae (Temple de Bel·lona) al Collis Capitolinus, fora del pomerium. Aquest temple va ser construït l'any 296 aC per un vot que havia fet Api Claudi Cec l'any 305 aC, i incendiat al 48. La festa de Bel·lona se celebrava el 3 de juny.
Davant de l'entrada del temple hi havia una columna, que s'usava per fer les declaracions simbòliques de guerra, ja que la zona del temple era una representació del país dels enemics, i el pilar era la frontera. La declaració de guerra es feia tirant una llança sobre el pilar. Aquesta cerimònia, quan el territori romà tenia poca extensió, s'havia fet a la frontera real del país enemic. Els sacerdots de Bel·lona eren anomenats Bellonarii, i quan li oferien sacrificis, es ferien els braços o les cames per oferir-li la sang o per beure-se-la ells mateixos, i així inspiraben un entusiasme guerrer. Aquests sacrificis, que després es van suavitzar en un acte simbòlic, tenien lloc el 24 de març, un dia que per això es va anomenar dies sanguinis.